# Бубнис, Арунас
Арунас Бубнис (лит. Arūnas Bubnys; род. 7 ноября 1961, Игналина, Литовская ССР) — литовский историк и архивист, доктор философии.

## Биография
С 1985 года обучался в Вильнюсском университете. В 1993 году получил степень доктора философии за диссертацию «Lietuvių antinacinė rezistencija 1941—1944» (Литовское антифашистское сопротивление 1941—1944).
С 1985 года работал в Литовском институте истории. В 1993—1997 годах — руководитель генеральной дирекции архивов Литвы и директор Особого архива Литвы (бывшего архива КГБ). С 2009 по 2021 годы — директор департамента исследования геноцида и сопротивления Центра исследования геноцида и сопротивления жителей Литвы.
22 апреля 2021 года по результатам голосования в Сейме назначен директором Центра исследования геноцида и сопротивления Литвы.
Является членом Международной комиссии по оценке преступлений нацистского и советского оккупационных режимов в Литве.

## Научная деятельность
В центре научных интересов Бубниса изучение нацистской политики на территории оккупированной Литвы 1941—1944 годов, литовское антифашистское сопротивление, польское подполье в Литве 1941—1944, Холокост на территории оккупированной Литвы.

## Избранные публикации
- Lietuvių antinacinė rezistencija 1941—1944, (1991)
- Lenkų pogrindis Lietuvoje 1939—1940, (1994)
- Vokiečių okupuota Lietuva (1941—1944), (1998)
- Nazi resistance movement in Lithuania 1941—1944, (2003)
- The Holocaust in Lithuania between 1941 and 1944, (2005)
- Holokaustas Lietuvoje 1941—1944, (2011).

## Награды
- Орден Креста земли Марии 5 степени (Эстония) — 2013 год.